# Römisches Gräberfeld Büdesheim
Koordinaten: 50° 12′ 34″ N, 6° 33′ 32″ O
Das Römische Gräberfeld Büdesheim ist ein römisches Grabfeld in der Ortsgemeinde Büdesheim im Eifelkreis Bitburg-Prüm in Rheinland-Pfalz.

## Beschreibung
Es handelt sich um ein römisches Gräberfeld südlich von Büdesheim.
Das Gräberfeld lässt sich in die Zeit zwischen dem frühen 1. und späten 2. Jahrhundert n. Chr. einordnen.

## Archäologische Befunde
Seit dem Jahre 1920 wurden an dieser Stelle vielfach römische Gräber und Streufunde entdeckt. Insgesamt 13 Grabinventare konnten geschlossen geborgen werden und in das Rheinische Landesmuseum Trier eingeliefert werden. Im Jahre 1941 wurden zudem zwei frührömische Bronzefibeln entdeckt. Aufgrund der Funde konnte das Gräberfeld in die Zeit zwischen dem frühen 1. und späten 2. Jahrhundert n. Chr. datiert werden. Heute geht man von einem ausgedehnten römischen Gräberfeld aus. Detaillierte fachliche Untersuchungen sind bisher nicht erfolgt.

## Erhaltungszustand und Denkmalschutz
Die bisher gemachten Grabfunde konnten geborgen werden und sind nicht mehr vor Ort erhalten. Über weitere Gräber liegen aufgrund der bisher fehlenden Untersuchungen keine Angaben vor. Das römische Gräberfeld befindet sich heute innerhalb einer landwirtschaftlich genutzten Fläche.
Das Gräberfeld ist als eingetragenes Kulturdenkmal im Sinne des Denkmalschutzgesetzes des Landes Rheinland-Pfalz (DSchG) unter besonderen Schutz gestellt. Nachforschungen und gezieltes Sammeln von Funden sind genehmigungspflichtig, Zufallsfunde an die Denkmalbehörden zu melden.